# Portland Timbers (NASL)
Die Portland Timbers waren eine US-amerikanische Fußballmannschaft aus Portland (Oregon), die von 1975 bis 1982 in der North American Soccer League spielten.

## Geschichte
Im Januar 1975 vergab die NASL ein Expansionsfranchise nach Portland. Der Name wurde am 8. März 1975 ausgewählt, nachdem über 3.000 Vorschläge eingegangen waren. Den Spielbetrieb nahm die Mannschaft im selben Jahr auf und konnte gleich das Finale um den Soccer Bowl erreichen. Dort verloren sie gegen die Tampa Bay Rowdies mit 2:0. Während dieser Saison erlangte die Mannschaft große Beliebtheit in Portland. Daraus resultiert der Spitzname „Soccer City USA“.
1976 und 1977 konnten die Play-offs nicht erreicht werden. Auch in den nächsten Jahren schaffte es die Mannschaft nicht mehr in das Finale der Play-offs. 1982 lösten sich die Timbers auf.
2001 wurde ein neues Team gegründet, das wieder den Namen Portland Timbers annahm und seit der Saison 2011 in der Major League Soccer spielt.

## Berühmte Spieler
| - Garry Ayre (1979–1980) - Clyde Best (1977–1981) - Willie Donachie (1980–1982) - Jimmy Kelly (1975–1976; 1981) - Glenn Myernick (1980–1982) - Rob Rensenbrink (1980) - Peter Withe (1975) |

## Trainer
- Vic Crowe (1975–1976)
- Brian Tiler (1977)
- Don Megson (1978–1979)
- Vic Crowe (1980–1982)